# روبرت دانيال بوتير
روبرت دانيال بوتير (بالإنجليزية: Robert Daniel Potter)‏ هو قاضي ومحامي أمريكي، ولد في 4 أبريل 1923 في ويلمينغتون في الولايات المتحدة، وتوفي في 2 يوليو 2009 في تشارلوت في الولايات المتحدة.